# Globulostylis robbrechtiana
Espèce
Globulostylis robbrechtiana Sonké, O. Lachenaud & Dessein est une espèce de plantes tropicales de la famille des Rubiaceae et du genre Globulostylis, endémique du Cameroun.

## Étymologie
Son épithète spécifique robbrechtiana rend hommage au botaniste belge Elmar Robbrecht.

## Description
C'est un arbrisseau ou arbuste qui peut atteindre 4 m de hauteur.

## Distribution
Endémique du Cameroun, relativement rare, l'espèce est surtout présente dans la Région du Sud.